# George Ahlgren
George Lewis Ahlgren (* 16. August 1928 in San Diego; † 30. Dezember 1951 in Armer Mountain, Arizona) war ein US-amerikanischer Ruderer und später Leutnant in der US-Armee.
Ahlgren studierte an der University of California, Berkeley und gehörte dem Ruderteam der Universitäts-Sportmannschaft Golden Bears an. Bei den Olympischen Spielen 1948 vertrat der Achter der Golden Bears in der Aufstellung Ian Turner, David Turner, James Hardy, George Ahlgren, Lloyd Butler, David Brown, Justus Smith, John Stack und Steuermann Ralph Purchase die Vereinigten Staaten. Die US-Ruderer siegten in Vorlauf, Halbfinale und Finale; im Finale hatten sie über zehn Sekunden Vorsprung vor den zweitplatzierten Briten.  
Nach dem College schloss sich Ahlgren der US Air Force an. George war ein Leutnant in der US-Armee und wurde 1951 bei einem Flugzeugabsturz auf dem Weg zurück nach Fort Benning getötet.
1961 wurde sein Ruder im San Diego Hall of Champions verewigt.